# VSB-aftalen
VSB-aftalen (Venskabs-, samarbejds- og bistandsaftalen, svensk: Vänskaps-, samarbets- och biståndsavtalet, finsk: Ystävyys-, yhteistyö- ja avunantosopimus (YYA-sopimus)) var en aftale mellem Finland og Sovjetunionen, som dannede rammen for forholdet mellem landene fra aftalens undertegnelse i 1948 indtil, at den blev opsagt af Finland i 1992. VSB-aftalen lagde klare begrænsninger på Finland som selvstændig nation, begrænsninger landet ikke kunne undslippe før den kolde krig var ovre og Sovjetunionen var opløst.
Allerede ved 2. verdenskrigs afslutning i 1945 var Finlands præsident Mannerheim begyndt at overveje muligheden for en forsvarsaftale mellem Finland og Sovjetunionen. Statsminister Paasikivi støttede ideen, men Sovjet havde aftalt med de andre allierede ikke at indgå nogen aftaler med besejrede lande før fredsaftalerne var undertegnede. Når fredsaftalerne var blevet undertegnede, ventede man i Moskva på et finsk initiativ, men da var Paasikivi ikke længere interesseret, idet Finland var begyndt at modtage økonomisk støtte fra USA.
I et brev af 22. februar 1948 foreslog den sovjetiske leder Stalin imidlertid Paasikivi, at de to lande skulle indgå en aftale om venskab, samarbejde og gensidig bistand. Paasikivi hævdede over for omverdenen, at Sovjetunionen kun havde defensive ambitioner og at Finlands selvstændighed bedst kunne sikres ved at komme landet i møde med hensyn til den foreslåede traktat.
Den 6. april 1948 undertegnede Finland og Sovjet aftalen med en ramme på ti år. Essentielt i aftalen var, at hvis noget land forsøgte at angribe Sovjetunionen over finsk territorium, skulle Finland kunne bede Sovjetunionen om militær bistand. På trods af navnet var der ikke tale om gensidig bistand, Finland forbeholdt sig retten til at være neutral ved en eventuel konflikt mellem Sovjetunionen og tredjeland.
I forbindelse med forhandlingerne om aftalen støttede Sverige Finlands position ved at erklære over for Sovjetunionen, at dersom Finland blev presset for hårdt, kunne Sverige se sig tvunget til at omvurdere sin neutralitetspolitik. Grundet afhængighedsforholdet til Sovjetunionen så Finland sig heller ikke i stand til at modtage yderligere hjælp fra USA under Marshallplanen, i lighed med andre Sovjet-dominerede lande i Østeuropa.
VSB-aftalen var en hjørnesten under Paasikivi-Mannerheims udenrigspolitik. Aftalen blev også central under præsident Kekkonen (1956–1981), som betegnede sin udenrigspolitik som "Paasikivi-Kekkonen-linjen". Samtidig med at aftalen bidrog til at beholde et liberalt vestligt demokrati i Finland, bidrog den til, at Sovjetunionen havde stor indflydelse over landet, en indflydelse man i vestlige lande ofte omtalte som "finlandisering".